# Thomas Zach

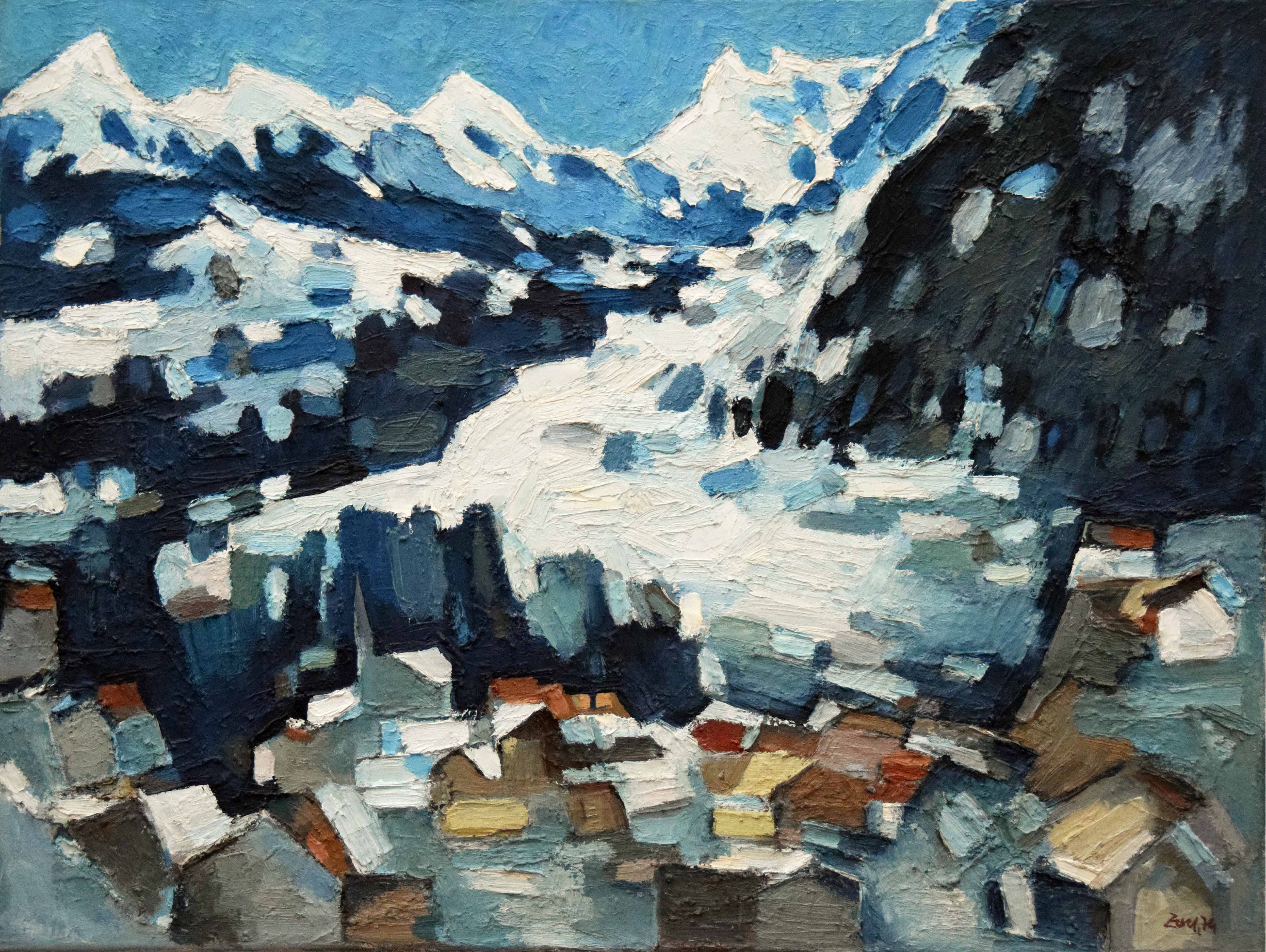
Thomas Zach, 80 × 60 cm, Öl auf Leinwand, 1974

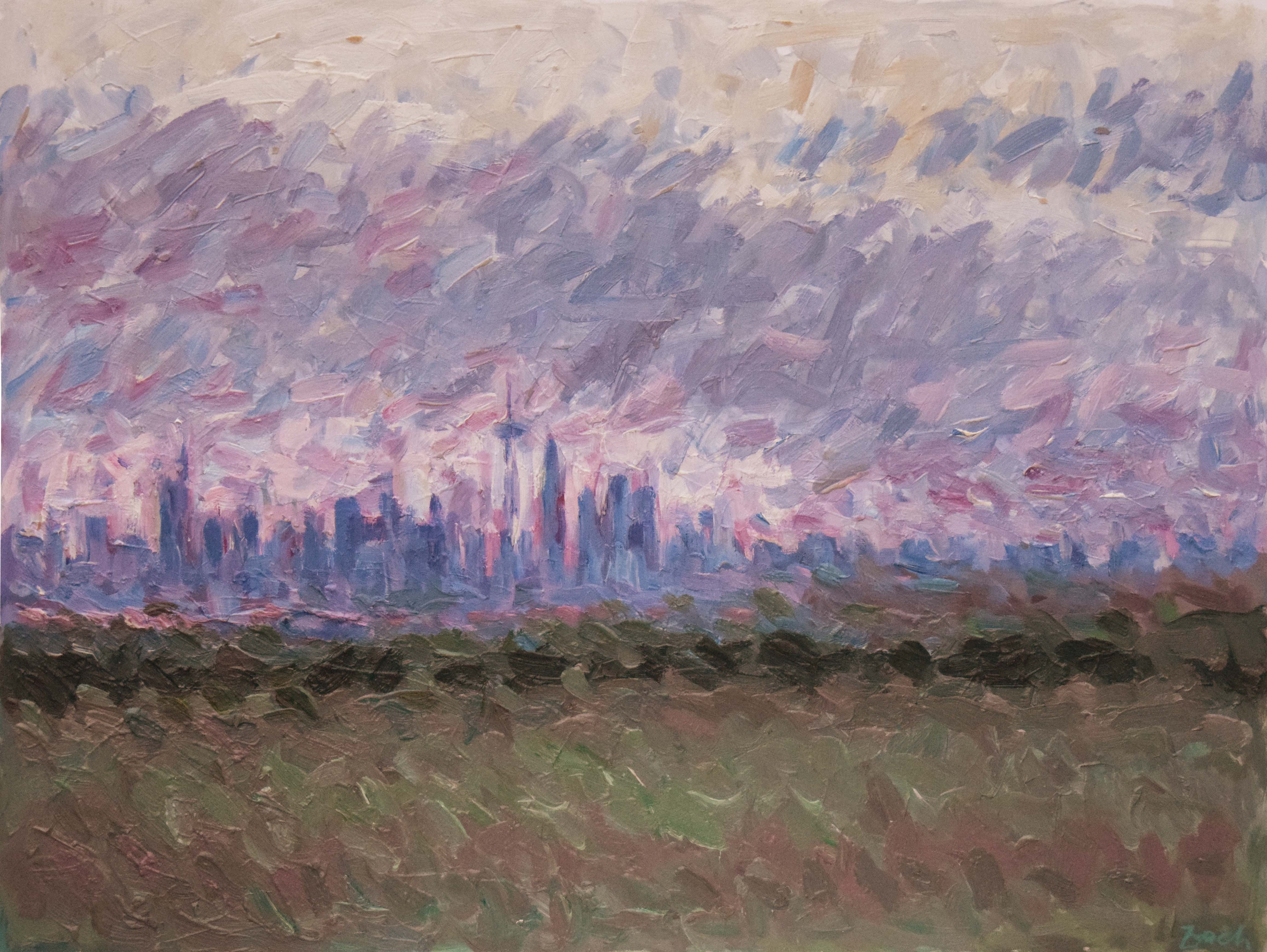
Thomas Zach, Sicht auf Frankfurt/M., 80 × 60 cm, Öl auf Hartfaserplatte, ca. 2005

Thomas Zach (* 4. Dezember 1922 in Muttischen, Tschechoslowakei; † 23. März 2016 Frankfurt am Main) war ein deutscher Maler, Bildhauer und Grafiker.  Konsequent und bewusst malte er vor der Natur. Impressionistisch und expressionistisch beeinflusst sind Landschaften und Stillleben seine Hauptmotive. Die Umgebung von Frankfurt seine unerschöpfliche Inspirationsquelle. Beton und Bronze seine bevorzugten Materialien als Bildhauer.

## Leben
Volksschule in Sitzgras, Bürgerschule in Zlabings, Einberufung zum Militär, Englische Kriegsgefangenschaft. Nach Verwundung Entlassung als Erntehelfer in den Westerwald.
Heirat im Westerwald und Studium in Frankfurt. Zwei Kinder. Fünf Enkel. Lebensmittelpunkt wird Frankfurt/M.

## Ehrungen
- 1955: ars viva[2]

## Stationen

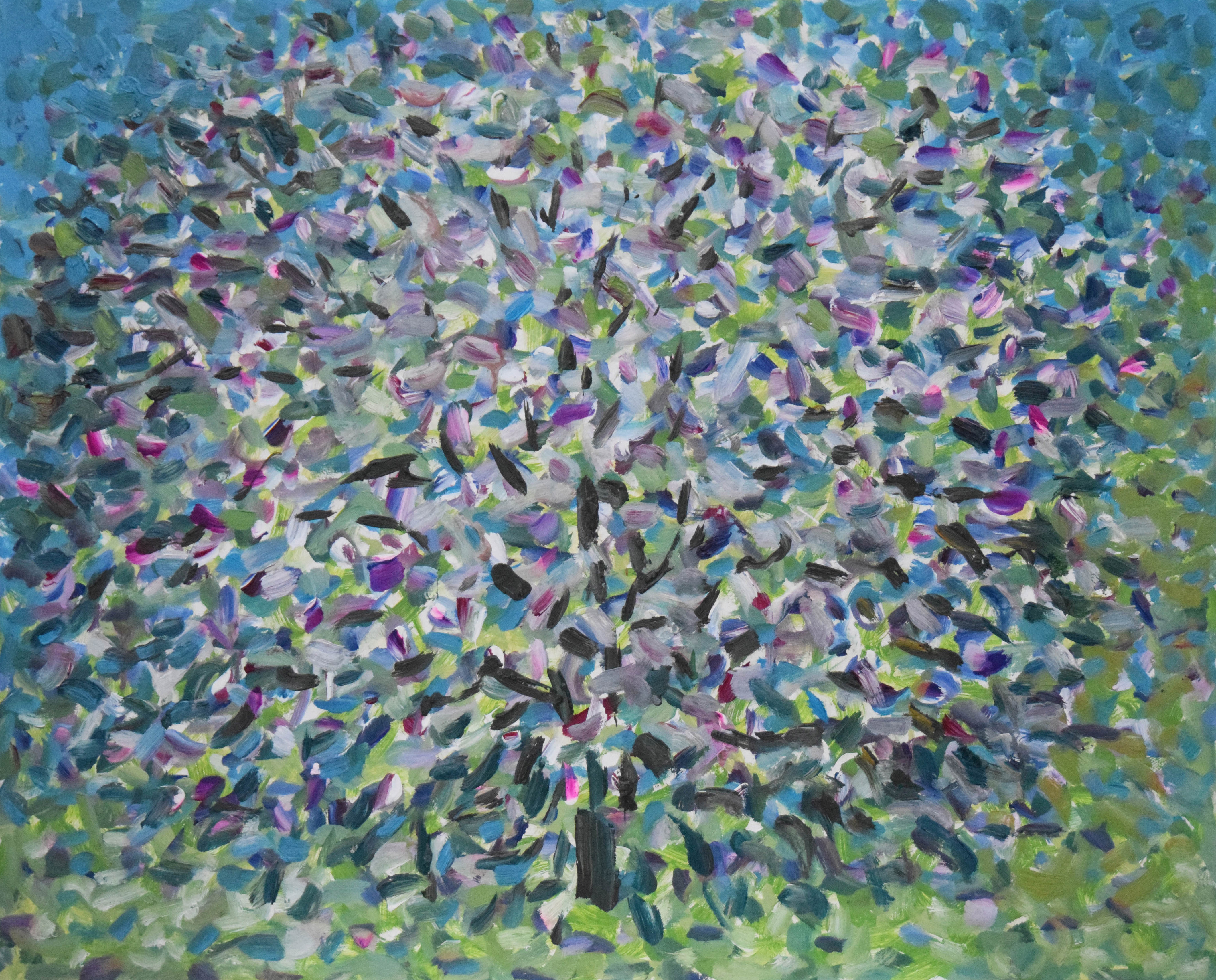
Thomas Zach Baum, 75 × 60 cm, Öl auf Hartfaserplatte, 2001

- Thomas Zach Baum, 75 × 60 cm, Öl auf Hartfaserplatte, 20011947/54 Städelschule, Frankfurt am Main (Schüler von Franz Karl Delavilla und Ferdinand Lammeyer)
- 1950 Stipendiat der Studienstiftung des deutschen Volkes
- 1953 Mitglied der „Frankfurter Sezession“
- 1964 Lehrauftrag an der Ernst-Reuter-Schule (Frankfurt am Main)
- 1976 Mitbegründer des „Frankfurter Kreises“, u. a. mit Willy Schmidt und Georg Heck.
- ab 1990 Plastische Arbeiten: Tiere, Pflanzen, Stehlen

## Werke
- Mehrere Bildbücher „Südmährischer Reise“, „Frankfurter Palmengarten“, „Thomas Zach ein Frankfurter Maler“ (Siegmar Tyroff) und „Thomas Zach Frankfurter Rosen“ (Brunhilde Zach)
- Gedenkstätte für Klemens Maria Hofbauer in Geislingen an der Steige
- Kirchenausstattungen: Betonreliefs, Schriften, Taufbecken, Altarteppich
- Staatliche und private Aufträge: Wandreliefs, Plastische Arbeiten
- Mehrere Einzelausstellung, mehrfach im Karmeliterkloster Frankfurt/M., im Palmengarten Frankfurt/M